# New Berlin (Nowy Jork)
New Berlin – miasto w Stanach Zjednoczonych, w stanie Nowy Jork, w hrabstwie Chenango.